# Євреї в Азербайджані

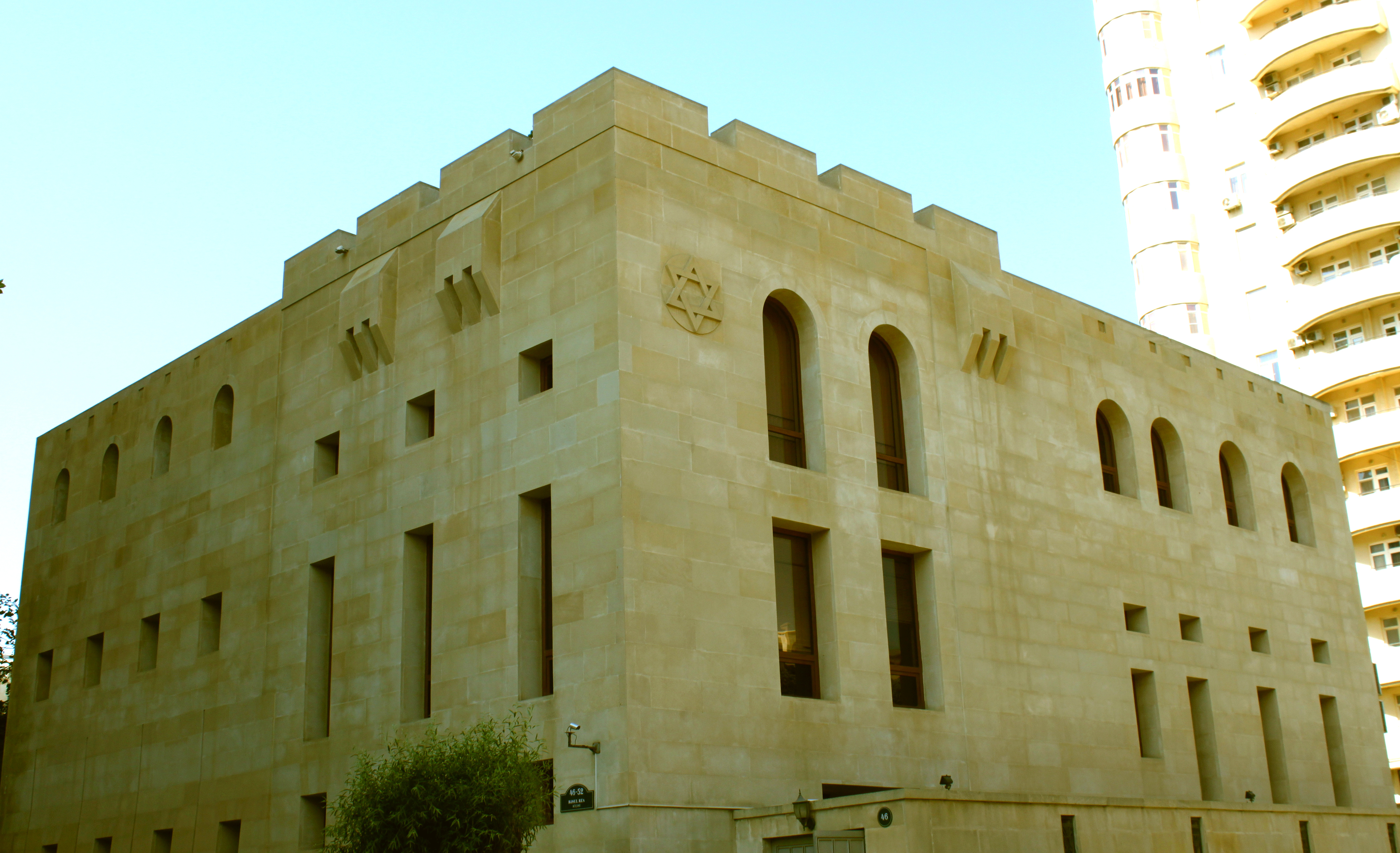
Синагога ашкеназьких євреїв у Баку

На території Азербайджанської Республіки функціюють три єврейські громади:
1. громада горянських євреїв, які проживають переважно в Губі (селище Червона Слобода) і Баку;
2. громада євреїв-ашкеназі (європейських євреїв), з основними місцями проживання в Баку і Сумгаїті;
3. громада грузинських євреїв, зосереджених майже виключно в Баку.

У пострадянський період через масову еміграцію і природне зменшення останніх двох груп єдиною значною єврейською громадою Азербайджану стали гірські євреї.

## Історія

### Історія єврейської громади

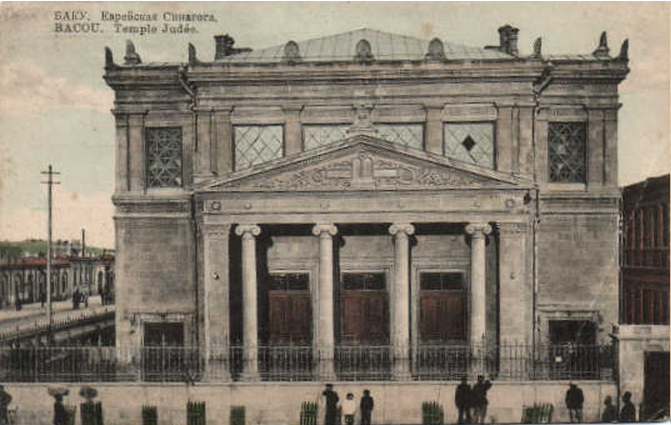
Єврейська синагога в Баку. Листівка Російської імперії

Протягом історії на території Азербайджану жили євреї, які належать до різних етнолінгвістичних груп: гірські євреї, ашкенази і грузинські євреї. Найраніші згадки про євреїв знайдено під час розкопок у районі міста Баку 1990 року археологами під керівництвом Р. Геюшова, коли було виявлено залишки єврейського кварталу і Шабранської синагоги, датованої VII століттям нашої ери.
Від 1810 року ашкенази починають селитися в Баку. 1835 року, за офіційними даними, в Кубе проживало 2,718 євреїв, а в повіті — 2,774 (6 молитовних будинків).
За переписом 1897 року в Баку налічувалося 2341 єврей і 154 євреї в повіті. В період існування Азербайджанської Демократичної Республіки в 1918—1920 рр. до складу уряду входив єврей Овсій Гіндес, який обіймав пост міністра охорони здоров'я АДР.

### Гірські євреї
Значної шкоди єврейському населенню завдала військова кампанія Надер Шаха на Східному Кавказі. Захопивши 1731 року селище Кусари, він навернув усіх євреїв у іслам. В ході навали Надир Шаха було зруйновано або знищено кілька поселень гірських євреїв. Ті, що врятувалися від розгрому, оселилися в Кубе під заступництвом кубинського хана Гусейна Алі-хана. За даними азербайджанського перепису населення 2009 року, більшість місцевих євреїв (93,5 %) назвали рідною мову своєї етнічної групи, що незвично на тлі русифікованих ашкеназьких євреїв країн СНД. 19,3 % азербайджанських євреїв заявили про те, що вільно володіють і російською мовою.

## Толерантність

Меморіальна дошка на стіні будинку в Баку, в якому жив Соломон Гусман

Багато представників єврейської громади Азербайджану брали і беруть активну участь у політичному, культурному, соціальному та економічному житті республіки. Нині в Баку збереглися меморіальні дошки на будинках, де жили видатні представники єврейської національності, такі як лауреат Нобелівської премії фізик-теоретик Лев Ландау, заслужений лікар республіки Соломон Гусман, герой Карабаської війни Національний герой Азербайджану Альберт Агарунов та багато інших. Абрамов Євда Сасунович представляє єврейську громаду в парламенті Азербайджану.

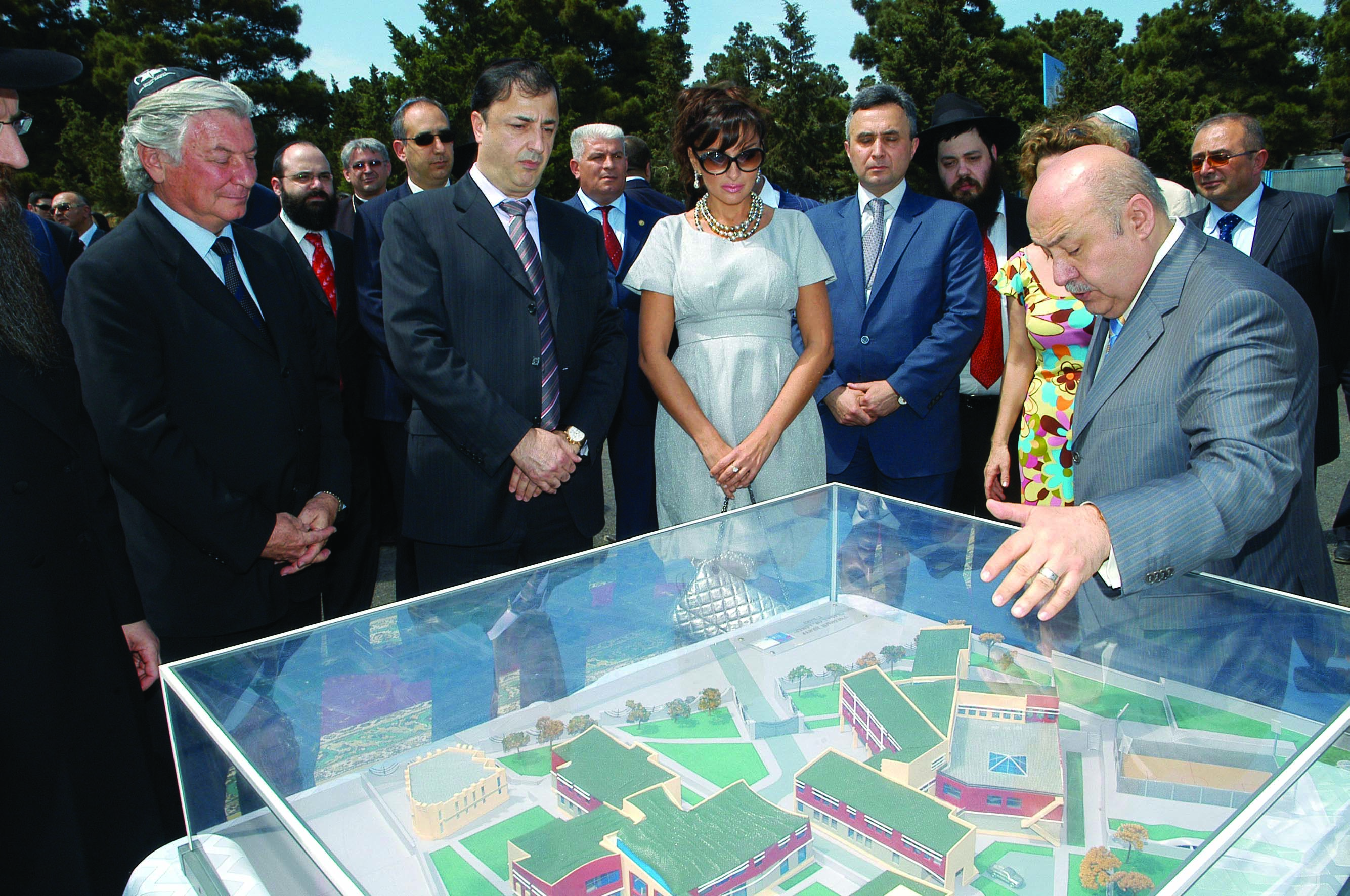
Під час церемонії закладення фундаменту освітнього центру «Хабад-Ор-Авнер» для єврейських дітей, які проживають у Баку. 31 травня 2007 року, Баку

У республіці діють кілька синагог, функціює відділення міжнародної єврейської організації «Сохнут», товариство «Азербайджан — Ізраїль». Вони, за сприяння єврейських громад та посольства Ізраїлю в Баку, проводять багато культурних заходів, видають єврейську літературу, організовують творчі колективи.
31 травня 2007 року в межах проєкту Фонду Гейдара Алієва «Адреса толерантності — Азербайджан» за участі президента Фонду Мехрібан Алієвої закладено фундамент освітнього центру «Хабад-Ор-Авнер» для єврейських дітей, які проживають у Баку. Будівництво освітнього центру завершилося 2010 року. 4 жовтня 2010 року президент Азербайджану Ільхам Алієв, його дружина Мехрібан Алієва і президент Федерації єврейських громад СНД та Міжнародного фонду «Ор-Авнер» Лев Леваєв взяли участь у церемонії відкриття навчального центру. В центрі на 450 учнівських місць викладаються основи єврейської культури.

## Випадки проявів антисемітизму
Історично антисемітизм не був проблемою для Азербайджану, і в цілому, не був таким відкритим у цій країні, порівняно з іншими регіонами колишнього Радянського Союзу, але проявляється на особистому та вуличному рівні.
1995 року в Азербайджані зареєстровані випадки нападу на осіб єврейської національності. Організація «UCSJ» виділяє випадки з убивством літньої єврейської пари, 71-річного старого, а також побиття 30-річного єврея, якого нападники били з криками «сіоністський терорист». У квітні цього ж року відзначено осквернення єврейських поховань. Близько 50 могил були частково розкриті на єврейському кладовищі в Баку. Крім цього, єврейські біженці, які покинули Азербайджан, повідомили, що Ісламська партія Азербайджану регулярно поширює антисемітські повідомлення через свої газети, листівки та радіоканали, із закликом «вигнати євреїв або вони будуть знищені». У листівках, розповсюджуваних націоналістичним угрупованням «Мусават» зазначалося: «Не купуйте квартири в євреїв, вони належать вам».
2001 року сплюндровано єврейське кладовище в Баку. Невідомі розбили близько 50 надгробних пам'ятників і плит.
2006 року колишній міністр внутрішніх справ Азербайджану (1992—1993) Іскандер Гамидов, голова Національно-демократичної партії (Боз Гурд), зробив низку антиєврейських і антиізраїльських заяв, згідно з якими «євреї вже давно ставши господарями Азербайджану… успішно прибирають до своїх рук багатства країни». Звинувативши ряд вітчизняних істориків у змові з сіоністами, він зазначив, що готується ґрунт для подальших претензій до Азербайджану. Цього ж року в Баку, 27 липня і 3 і 7 серпня, пройшли антиізраїльські демонстрації. Хоча мітинги не були санкціоновані, влада не втручалася. 5 серпня близько 70 людей провели демонстрацію на підтримку «Хізбалли», на якій учасники вигукували гасла проти Ізраїлю, США, Європейського Союзу та інших держав. Демонстрація закінчилася спалюванням ізраїльських і американських прапорів. Згідно з Євроазійським Єврейським конгресом антисемітські висловлювання переважно озвучуються послідовниками ісламістів і проіранської Ісламської партії Азербайджану і «Партії зелених».
2008 року в Азербайджані група з чотирьох азербайджанців і двох ліванців планувала підірвати ізраїльське посольство в Баку. Їхнім планам не судилося збутися, зловмисників схопили й засудили. У травні 2010 року, у зв'язку із затриманням Ізраїлем турецького судна «Маві Мармара», по Азербайджану прокотилася хвиля антисемітизму. Під радикальними антиізраїльськими й антисемітськими гаслами в Баку й ряді інших міст пройшли антиізраїльські виступи. Найчастіше прояви антисемітизму в Азербайджані пов'язані з активністю ісламістів, які відчувають солідарність з палестинськими одновірцями, а також зі впливом помірних ісламістів, які перебувають при владі в Туреччині (від якої багато в чому залежить позиція керівництва Азербайджану). Не останню роль у поширенні антисемітизму відіграє сусідній Іран, який, використовуючи чинники релігійної близькості (як і мусульмани азербайджанці, більшість персів — шиїти) і етнічних зв'язків (в Ірані проживає велика кількість азербайджанців), впливає на населення Азербайджану.
2012 року знову сплюндрували єврейський цвинтар у Баку. Як повідомило «агентство єврейських новин» цвинтар перетворили на сміттєзвалище, що є «кричущим випадком антисемітизму». У серпні 2014 року зареєстровано акт вандалізму на єврейському кладовищі Шемахи. Вандали-антисеміти зруйнували мармурову плиту з Зіркою Давида і написом «Єврейське кладовище».

## Єврейські організації
Єврейська громада є однією з найактивніших та найвпливовіших релігійних громад Азербайджану. Зокрема, в республіці створені і активно функціонують Центр азербайджано-ізраїльської дружби, єврейське агентство «Сохнут», комітети захисту і збереження єврейських традицій — «Джойнт» і «Ваад-Л-Хетзола», релігійні школи-ієшиви, Єврейський культурний центр, жіноче товариство «Єва», благодійне товариство «Хесед-Хершон», молодіжні клуби «Алеф», Студентська організація «Гілель», відеоклуб «Мішпаха», засновані газети «Аз-Із», «Вежа» та «Амішав». Також в Азербайджані є ізраїльське посольство, тривають[уточнити] переговори про відкриття азербайджанського посольства в Ізраїлі.

## Синагоги і школи
У столиці Азербайджану, а також у містах Ґуба і Огуз, функціюють кілька синагог. Синагога, відкрита 9 березня 2003 року в Баку, є однією з найбільших у Європі. У вересні 2003 року в Баку відкрито першу єврейську школу. Перші офіційні курси івриту відкрито в Азербайджані 1987 року. В Баку і Губі діють 5 єврейських шкіл, у яких навчаються 1450 школярів.

## Червона Слобода

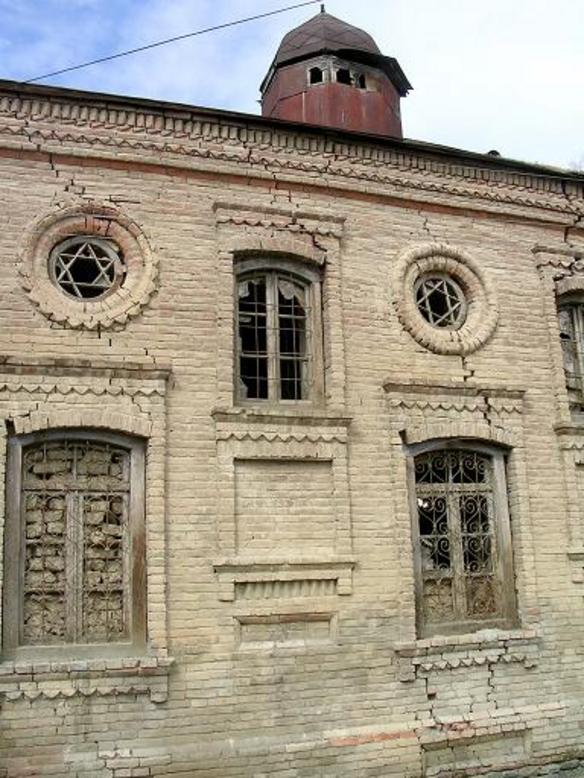
Стара синагога в Червоній Слободі

Селище Червона Слобода в Губинському районі Азербайджану є місцем компактного проживання євреїв. У селищі є три синагоги і міква, яка слугує місцем виконання ритуальних обрядів. Переважно Червону Слободу населяють гірські євреї.